# Нітраміни

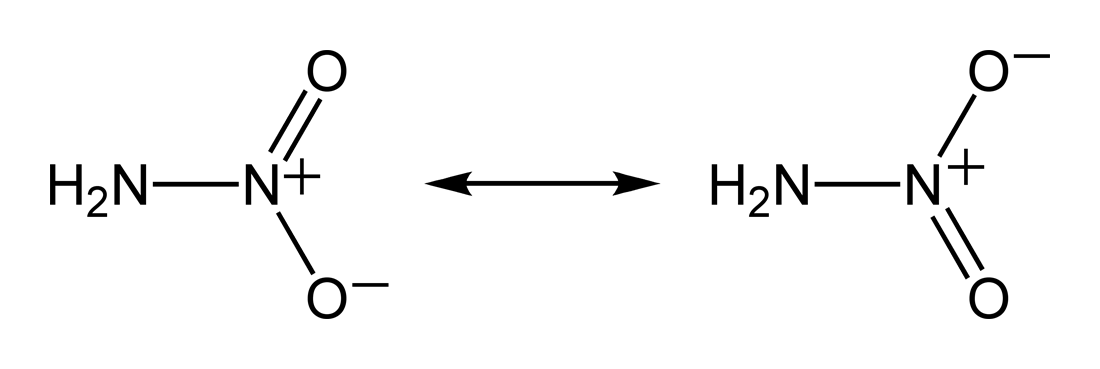

Нітраміни (рос. нитрамины, англ. nitramines) — аміни, заміщені при азоті нітрогрупою (скорочена форма від нітроаміни). Отже, вони є амідами нітритної кислоти і цей клас складається з нітраміду O2NNH2 та його похідних, утворених при заміщенні.